# Corvina
Se även den schweiziska Corvina (gymnasistförening)
Corvina eller Corvina Veronese är en blå vindruva som utgör huvudingrediens i många rödviner från nordöstra Italien, bland annat i Valpolicella och Bardolino. Den har fina aromer och hög syrlighet men låg tannin-halt och en ljusröd färg. Druvorna har ett ganska tjockt skal vilket skyddar mot röta.
De bästa vinerna på Corvina skapas när druvorna torkas med den så kallade Passito-metoden för att användas i de berömda Amarone-, Ripasso- eller Recioto-vinerna.